# Dishwalla
Dishwalla és un grup de rock alternatiu, classificat com a post-grunge, de Santa Barbara, Califòrnia (EUA). Està format per Jim Wood (teclat), Rodney Browning Cravens (guitarra principal), JR Richards (veu, guitarra i teclat), Pete 'Cash' Maloney (bateria i percussió) i Scot Alexander (baix). George Pendergast era el bateria del grup fins a l'any 1998, quan va ser substituït per Pete Maloney. El nom del grup prové d'un terme indi que designa a una persona que utilitza material il·legal per distribuir el senyal de televisió d'un satèl·lit entre el veïnat.
El 1996, el senzill Counting Blue Cars del disc Pet Your Friends va escalar les llistes d'èxits i va sonar amb força en les radios dels Estats Units. L'any 1998 van publicar el seu segon disc, And You Think You Know What Life's About, que no va aconseguir el nivell de l'anterior. El grup va ser encasellat com al que es coneix als Estats Units com a 'one-hit wonder', grup amb una sola cançó reeixida coneguda.
Tot i això, van aconseguir seguir en primer pla. L'any 1999, la cançó 'Stay Awake' apareixia a la pel·lícula Stir Of Echoes, i els membres del grup tenien una aparició en dos capítols de la sèrie Charmed. El grup, que manté un gran nombres de seguidors, ha publicat dos discs més d'estudi, l'acustic i aclamat Opaline i l'últim titulat també Dishwalla. També han llençat el disc en directe Live... Greetings From The Flow State.

## Membres
- JR Richards (veu)
- Rodney Browning Cravens (guitarra)
- Scot Alexander (baix) (1995-2005)
- Jim Wood (teclat)
- Pete Maloney (bateria)
- George Pendergast (bateria) (1995-1998)

## Discografia
| Any  | Títol                                    | Discogràfica      |
| 1995 | Pet Your Friends                         | A&M Records       |
| 1998 | And You Think You Know What Life's About | A&M Records       |
| 2002 | Opaline                                  | Immergent Records |
| 2003 | Live... Greetings From The Flow State    | Immergent Records |
| 2005 | Dishwalla                                | Orphanage Records |
| 2017 | Juniper Road                             | Pavement Music    |